# Lay It on Me (Vance Joy)
Lay It on Me è un singolo del cantautore australiano Vance Joy, pubblicato il 12 luglio 2017 come primo estratto dal secondo album in studio Nation of Two.

## Video musicale
Il video musicale, diretto da Mimi Cave, è stato reso disponibile il 12 luglio 2017 in concomitanza con l'uscita del singolo.

## Tracce
Testi e musiche di Vance Joy e Dave Bassett.
Download digitale
1. Lay It on Me – 3:34

Download digitale – Portugal. The Man Remix
1. Lay It on Me (Portugal. The Man Remix) – 3:38

Download digitale – Acoustic
1. Lay It on Me (Acoustic) – 3:21

Download digitale – Said the Sky Remix
1. Lay It on Me (Said the Sky Remix) – 4:05

Download digitale – Melvv Remix
1. Lay It on Me (Melvv Remix) – 3:42

## Formazione
Musicisti
- Vance Joy – voce, chitarra acustica
- Edwin White – cori, batteria, percussioni
- Dave Bassett – cori, basso elettrico, pianoforte
- Brad Gordon – arrangiamento del basso, basso

Produzione
- Dave Bassett – produzione, ingegneria del suono
- Edwin White – co-produzione
- Dave Shiffman – ingegneria del suono
- Morgan Stratton – assistenza all'ingegneria del suono
- John O'Mahony – missaggio
- Greg Calbi – mastering

## Classifiche

### Classifiche settimanali
| Classifica (2017) | Posizione massima |
| ----------------- | ----------------- |
| Australia         | 18                |

### Classifiche di fine anno
| Classifica (2017) | Posizione |
| ----------------- | --------- |
| Australia         | 90        |